# Rivière des Gagnon (rivière Saint-Roch)
Pour les articles homonymes, voir Gagnon.
La Rivière des Gagnon est un affluent de la Rivière Saint-Roch, traversant les municipalités de Sainte-Perpétue (L'Islet) et de Saint-Pamphile, dans L'Islet (municipalité régionale de comté), dans la région administrative de Chaudière-Appalaches, au Sud du Québec, au Canada.
Le cours de la « rivière des Gagnon » coule en zones forestières et agricoles.
Le bassin versant de la « Rivière des Gagnon » est accessible par la route 204 (rue Principale Sud et route Elgin Nord) ; ainsi que le chemin du Petit rang du Nord, le chemin du rang des Pelletier, le chemin du rang des Gagnon et le chemin du 6e rang.

## Hydrographie
La « Rivière des Gagnon » prend sa source le long de la route 204 (du côté Sud-Ouest), au cœur du village de Sainte-Perpétue (L'Islet).
Cette source est située à :
- 5,6 km au Nord-Ouest du centre du village de Tourville ;
- 15,5 km au Nord-Ouest du centre du village de Saint-Pamphile ;
- 17,4 km au Nord-Ouest de la frontière canado-américaine ;
- 28,6 km au Sud-Est du littoral Sud-Est du fleuve Saint-Laurent.

À partir de sa source, la « Rivière des Gagnon » coule sur 22,0 km au Québec, selon les segments suivants :
- 3,2 km vers le Sud-Est dans Sainte-Perpétue (L'Islet), en longeant en parallèle la rue Principale Sud (du côté Sud-Ouest) jusqu’au chemin du rang Taché Ouest ;
- 3,0 km vers le Sud-Est, jusqu'à la route Principale (route 216) ;
- 1,7 km vers le Sud-Est, jusqu'à la limite de Saint-Pamphile ;
- 1,0 km vers l’Est, jusqu'à la route 204 ;
- 0,6 km vers le Sud-Est, en longeant la route Elgin Nord, jusqu'au chemin du rang Saint-Camille ;
- 1,8 km vers le Sud-Est, jusqu'au chemin du rang des Pelletier ;
- 3,4 km vers le Sud-Est, jusqu'au chemin du rang des Gagnon ;
- 2,1 km vers l’Est, jusqu'au chemin du 6e rang ;
- 2,6 km vers le Sud-Est, jusqu'à un ruisseau (venant du Sud, soit du Maine) ;
- 2,6 km vers le Nord-Est, jusqu’à la confluence de la rivière[1].

La Rivière des Gagnon se déverse sur la rive Sud de la rivière Saint-Roch dans Saint-Pamphile. Cette confluence est située à :
- 7,6 km au Sud du centre du village de Saint-Omer (Québec) ;
- 4,9 km au Nord-Est du centre du village de Saint-Pamphile ;
- 0,8 km au Nord-Ouest de la frontière canado-américaine (Québec-Maine).

À partir de la confluence de la rivière des Gagnon, la rivière Saint-Roch coule vers le Sud-Est jusqu’à la rive Est de la Grande rivière Noire (fleuve Saint-Jean) (désignée « Big Black River » dans le Maine. Cette dernière coule vers l’Est jusqu’à la rive Ouest du fleuve Saint-Jean. Ce dernier coule vers l'Est et le Nord-Est en traversant le Maine, puis vers l'Est et le Sud-Est en traversant le Nouveau-Brunswick. Finalement le courant se déverse sur la rive Nord de la Baie de Fundy laquelle s’ouvre vers le Sud-Ouest sur l’Océan Atlantique.

## Toponymie
Le terme « Gagnon » constitue un patronyme de famille d’origine française.
Le toponyme Rivière des Gagnon a été officialisé le 5 décembre 1968 à la Commission de toponymie du Québec.